# Grégoire (zanger)
Grégoire (Senlis (Oise), 3 april 1979) is een Frans zanger. Hij is de eerste Franse zanger die door My Major Company, een website waar mensen als producers artiesten financieel kunnen steunen, een platencontract kreeg.
Al van jongs af aan toonde Grégoire een grote interesse in muziek. Hij imiteerde niet enkel zijn idolen (onder andere: The Beatles, Jean-Jacques Goldman, Léo Ferré, ...), maar schreef ook zelf al liedjes. Toch studeerde hij voor vertaler-tolk in Parijs, naar eigen zeggen om een diploma op zak te hebben.
Op 20 december 2007 schreef hij zich in op My Major Company, en in niet minder dan 5 maanden had Grégoire de benodigde €70.000 bij elkaar om een plaat op te mogen nemen.
Zijn eerste single Toi+Moi werd een zomerhit en van zijn gelijknamige album werden al meer dan 235 000 albums verkocht.
In 2009 werd hij genomineerd voor de NRJ Music Awards voor Franse revelatie van het jaar, maar uiteindelijk ging de prijs naar Zaho. Hij zong tevens zijn liedje Toi+Moi tijdens deze show, hij werd bijgestaan door Nâdiya, Natasha Saint-Pier, Sofia Essaïdi, Sheryfa Luna, Louisy Joseph, Zaho & Shy'm.